# Prunus opaca
Prunus opaca är en rosväxtart som beskrevs av Wilhelm Gerhard Walpers. Prunus opaca ingår i släktet prunusar, och familjen rosväxter. Inga underarter finns listade i Catalogue of Life.